# Comuna Gola, Koprivnica-Križevci
Gola este o comună în cantonul Koprivnica-Križevci, Croația, având o populație de 2.431 de locuitori (2011).

## Demografie
Componența etnică a comunei Gola
     Croați (99,3%)
     Necunoscut (0%)
     Neclasificat (0,49%)
Componența confesională a comunei Gola
     Catolici (99,42%)
     Necunoscută (0,33%)
     Alte religii (0,25%)
Conform recensământului din 2011, comuna Gola avea 2.431 de locuitori. Din punct de vedere etnic, majoritatea locuitorilor (99,3%) erau croați. Din punct de vedere confesional, majoritatea locuitorilor (99,42%) erau catolici. Pentru 0,33% din locuitori nu este cunoscută apartenența confesională.